# Гамільтон (Монтана)
Гамільтон (англ. Hamilton) — місто (англ. city) в США, в окрузі Раваллі штату Монтана. Населення — 4659 осіб (2020).

## Географія
Гамільтон розташований за координатами 46°15′9″ пн. ш. 114°9′36″ зх. д. / 46.25250° пн. ш. 114.16000° зх. д. (46.252631, -114.160123).  За даними Бюро перепису населення США в 2010 році місто мало площу 6,65 км², з яких 6,54 км² — суходіл та 0,10 км² — водойми.

### Клімат
| Клімат : Гамільтон    | Клімат : Гамільтон | Клімат : Гамільтон | Клімат : Гамільтон | Клімат : Гамільтон | Клімат : Гамільтон | Клімат : Гамільтон | Клімат : Гамільтон | Клімат : Гамільтон | Клімат : Гамільтон | Клімат : Гамільтон | Клімат : Гамільтон | Клімат : Гамільтон | Клімат : Гамільтон |
| Показник              | Січ.               | Лют.               | Бер.               | Квіт.              | Трав.              | Черв.              | Лип.               | Серп.              | Вер.               | Жовт.              | Лист.              | Груд.              | Рік                |
| Середній максимум, °C | 2,6                | 5,4                | 10,8               | 15,1               | 19,8               | 24,0               | 29,5               | 28,7               | 22,7               | 15,2               | 6,8                | 1,1                | 15,1               |
| Середній мінімум, °C  | −7,3               | −6,3               | −2,8               | 0,4                | 4,2                | 7,6                | 10,1               | 9,2                | 4,9                | −0,1               | −4,3               | −8,4               | 0,6                |
| Норма опадів, мм      | 22                 | 22                 | 25                 | 25                 | 42                 | 41                 | 25                 | 27                 | 26                 | 19                 | 30                 | 30                 | 335                |
| --------------------- | ------------------ | ------------------ | ------------------ | ------------------ | ------------------ | ------------------ | ------------------ | ------------------ | ------------------ | ------------------ | ------------------ | ------------------ | ------------------ |
| Джерело: NOAA         |                    |                    |                    |                    |                    |                    |                    |                    |                    |                    |                    |                    |                    |

## Демографія
Згідно з переписом 2010 року, у місті мешкало 4348 осіб у 2175 домогосподарствах у складі 1006 родин. Густота населення становила 654 особи/км².  Було 2456 помешкань (370/км²).
Расовий склад населення:
| - 95,0 % — білих - 1,4 % — азіатів - 0,6 % — корінних американців - 0,3 % — чорних або афроамериканців |

До двох чи більше рас належало 2,5 %. Частка іспаномовних становила 3,1 % від усіх жителів.
За віковим діапазоном населення розподілялося таким чином: 20,1 % — особи молодші 18 років, 55,2 % — особи у віці 18—64 років, 24,7 % — особи у віці 65 років та старші. Медіана віку мешканця становила 43,0 року. На 100 осіб жіночої статі у місті припадало 87,3 чоловіків;  на 100 жінок у віці від 18 років та старших — 79,6 чоловіків також старших 18 років.
Середній дохід на одне домашнє господарство  становив 34 914 долари США (медіана — 27 907), а середній дохід на одну сім'ю — 48 362 долари (медіана — 48 505). Медіана доходів становила 36 136 доларів для чоловіків та 32 083 долари для жінок. За межею бідності перебувало 24,3 % осіб, у тому числі 43,4 % дітей у віці до 18 років та 13,6 % осіб у віці 65 років та старших.
Цивільне працевлаштоване населення становило 2003 особи. Основні галузі зайнятості: роздрібна торгівля — 28,0 %, освіта, охорона здоров'я та соціальна допомога — 19,6 %, мистецтво, розваги та відпочинок — 8,4 %, науковці, спеціалісти, менеджери — 8,0 %.